# علاج نفسي بين شخصي
العلاج النفسي التفاعلي أو العلاج النفسي البين شخصي أو العلاج النفسي البينشخصي (بالإنجليزية: Interpersonal psychotherapy)‏ هو علاج نفسي قصير المدى يركز على العلاقات بين الأشخاص، ويتمحور حول حل المشكلات الشخصية والتعافي من أعراضها. هو علاج يحظى بالدعم على أساس تجريبي، يتبع نهجًا شديد التنظيم محدود المدة، ويهدف إلى إتمام العلاج خلال 12-16 أسبوعًا. يعتمد العلاج النفسي البينشخصي على نظرية مفادها أن التفاعلات بين الأشخاص والأحداث الحياتية يؤثران كلاهما على الحالة المزاجية، والعكس صحيح. طور هذا العلاج جيرالد كليرمان وميرنا فايسمان في سبعينيات القرن العشرين للتعافي من الاكتئاب الرئيس، ثم عُدِّل واستُخدِم ليعالج اضطرابات نفسية أخرى. صُدِّق على العلاج النفسي البينشخصي بشكل تجريبي كعلاج لاضطرابات الاكتئاب، وهو أكثر فعالية عند استخدامه مع الأدوية النفسية. يُوصَى به مع العلاج المعرفي السلوكي (سي بي تي) في المبادئ التوجيهية للمعالجة النفسية على أنه الخيار الأفضل. العلاج النفسي البينشخصي والعلاج المعرفي السلوكي هما ممارستا علم النفس الوحيدتين اللتين يُكلف بهما طلاب الطب النفسي في الولايات المتحدة عند تدريبهم للممارسة المهنية.

## تاريخه
طُوِّر عام 1969 في جامعة ييل كجزء من دراسة أجراها جيرالد كليرمان وميرنا فايسمان وزملاؤهما الباحثون لاختبار فعالية مضادات الاكتئاب مع ودون العلاج النفسي في نهاية فترة تناول تلك الأدوية. سُميَّ في البداية «علاج التواصل المكثف». درست العديد من البروتوكولات البحثية العلاج النفسي البينشخصي منذ نشأته حتى الآن. برهن «برنامج البحوث التعاونية لعلاج الاكتئاب بالمعهد القومي للصحة العقلية» فعالية العلاج النفسي البينشخصي كعلاج لفترة تقليل وإنهاء جرعة الأدوية المضادة للاكتئاب، مشددًا على وجود عوامل أخرى.

## نشأته
تأثر العلاج النفسي البينشخصي بالعلاج المعرفي السلوكي وبنهج الديناميكية النفسية. يشبه في منهجه العلاج المعرفي السلوكي، كونهما محدودي المدة، واستخدام أسلوب الواجبات المنزلية، والمقابلات الموجَهة، ووسائل التقييم. 
استُلهِم مضمون العلاج النفسي البينشخصي من نظرية التعلق ونظرية التحليل النفسي التفاعلي لهاري ستاك سوليفان. استُلهِم جزء منه أيضًا من الفلسفة الاجتماعية في تركيزها على التأثير الجمعي لشبكات الدعم الاجتماعي ودورها في التعافي. لا يتطرق العلاج النفسي البينشخصي لنظرية الشخصية أو محاولة تصور الشخصية أو معالجتها -مثل مناهج النفسية الديناميكية- لكنه يركز على التطبيق الإنساني للتحسس التفاعلي.
- نظرية التعلق، وضعت الأساس لفهم مشاكل علاقات المرضى الشخصية وشكل التعلق في علاقاتهم والأداء الأمثل المتوقع عند تلبية الاحتياج للتعلق.[11]
- نظرية العلاقات الشخصية، تصف كيف تؤدي أنماط الاتصالات غير الصحيحة (الإدماج المنخفض والإدماج وحالة السيطرة والخضوع) بالمرضى إلى إثارة صعوبات في علاقاتهم الشخصية هنا والآن.[12]

الهدف من العلاج النفسي البينشخصي هو مساعدة المريض على تحسين مهارات التواصل التفاعلية لديه مع غيره من الأشخاص، والتفاعلية الذاتية الداخلية، وإنشاء شبكة دعم اجتماعي بتوقعات أكثر واقعية للتعامل مع الأزمات التي تسببت في الألم النفسي وتجاوز «الأزمات النفسية التفاعلية».

## تطبيقات سريرية
ثبتت فعالية العلاج النفسي البينشخصي في علاج الاكتئاب، وعُدِّل لتُعالَج به اضطرابات نفسية أخرى، مثل: اضطرابات تعاطي المخدرات، واضطرابات الأكل. يجب على المعالج أن ينشئ بسرعة مجموعة علاجية مع إجراء انتقال مقابل مواتٍ للدفء، والتعاطف، والتناغم العاطفي، وتشجيع وجود علاقة انتقالية إيجابية يمكن للمريض من خلالها طلب المساعدة من المعالج رغم المقاومة. يُستخدم بشكل أساسي كعلاج قصير المدى خلال 12-16 أسبوعًا، يستخدم أيضًا كعلاج للمرضى الذين يعانون الاكتئاب الانتكاسي.
وُجد أن العلاج النفسي البينشخصي فعالٌ في علاج:
- اضطراب ثنائي القطب
- النهام العصبي
- اكتئاب ما بعد الولادة
- الاضطراب الاكتئابي
- دوروية المزاج (اضطراب المزاج الدوروي)

### علاج المراهقين
رغم أنه مُعد في الأصل كعلاج للأفراد البالغين، إلا أنه عُدِّل ليُستخدم مع المراهقين وكبار السن.
يستند العلاج النفسي البينشخصي للأطفال على فرضية حدوث الاكتئاب في سياق علاقات الفرد بغض النظر عن توافق ذلك مع علمي الأحياء والوراثة. يؤثر الاكتئاب على علاقات الأشخاص أكثر مما يؤثر سلبيًا في مزاجهم. يحدد نموذج العلاج النفسي البينشخصي أربعة مجالات عامة قد يواجه فيها الشخص مشكلات في علاقاته:
1. الحزن بعد فقدان أحد أفراد أسرته.
2. الصراع في العلاقات الجادة، بما في ذلك علاقة الشخص مع ذاته.
3. صعوبة التكيف مع التغيرات في العلاقات، أو ظروف الحياة.
4. الصعوبات الناجمة عن العزلة الاجتماعية. [14]

يساعد المعالج التفاعلي الشخص في تحديد الجوانب التي تحتاج إلى بناء مهاراته لتحسين علاقاته وتخفيف أعراض الاكتئاب. بمرور الوقت، يتعلم الشخص الربط بين التغييرات المزاجية وما يستجدّ في علاقاته، والتعبير عن مشاعره وتوقعاته في العلاقات، والتدرب على طريقة حل المشكلات للتعامل مع الصعوبات التي يواجهها في علاقاته.
عُدَّل العلاج النفسي البينشخصي ليناسب المراهقين المصابين بالاكتئاب إلى (العلاج النفسي البينشخصي- أ) الذي صُمِّم لمعالجة القضايا التنموية الأكثر شيوعًا بين المراهقين، مثل: الانفصال عن الوالدين، وتنمية العلاقات الرومانسية، والمرور بتجربة وفاة أحد الأقارب أو الأصدقاء لأول مرة. يساعد (العلاج النفسي البينشخصي- أ) المراهق على تحديد وتطوير أساليب أكثر تكيفية للتعامل مع المشاكل التفاعلية المرتبطة ببداية الاكتئاب أو أثنائه. يستمر (العلاج النفسي البينشخصي- أ) عادةً من 12-16 أسبوعًا. على الرغم من أن العلاج يشمل جلسات فردية مع المراهق في المقام الأول، إلا أنه يُطلب من الآباء المشاركة في بعض الجلسات لتوعيتهم عن الاكتئاب، ومعالجة أي صعوبات في العلاقة قد تُوجَد بين المراهق ووالديه، ودعم علاجها.

### علاج كبار السن
استُخدِم العلاج النفسي البينشخصي كعلاج نفسي للمسنين المصابين بالاكتئاب، إن تركيزه على معالجة المشكلات ذات الطابع التفاعلي يجعله مناسبًا للتغيرات الحياتية التي يعيشها كثير من الأشخاص في سنواتهم المتأخرة.